# Церковь Святой Анны (Аугсбург)
Церковь Святой Анны (нем. St. Anna-Kirche) — средневековый храм в Аугсбурге.

## История
Собор Святой Анны был построен в 1321 году монахами-кармелитами. В 1518 году Мартин Лютер останавливался там, когда он был в Аугсбурге, чтобы встретиться с папским легатом кардиналом Каэтаном, желавшим, чтобы Лютер подчинился Папе. В 1545 году церковь стала лютеранской.
31 октября 1999 года представители Католической и Евангелическо-лютеранской церквей подписали Совместную декларацию в церкви Святой Анны, что стало одним из важнейших событий экуменического движения. В 2012 году после долгого перерыва открылся музей Лютера. В 2016-2017 гг была проведена комплексная реконструкция. В 2020 году был создан виртуальный тур по церкви, доступный онлайн.

## Здание
Церковь расположена на Аннаштрассе, с 1971 года улица является пешеходной зоной и главной торговой улицей Аугсбурга. Напротив церкви находится площадь Мартина Лютера, которая до 1933 года называлась Аннаплац.
Церковь Святой Анны известна тщательно продуманным внутренним убранством.
Неф расположен над пилястрами, стены украшены лепниной. На потолочных фресках свода нефа работы Иоганна Георга Бергмюллера изображены библейские события: Нагорная проповедь, Распятие и Страшный суд.
Неоготический алтарь восточного хора был выполнен в 1898 году. Там находится картина Лукаса Кранаха Старшего «Иисус, благословляющий детей» 1530-х гг, а также деревянная кафедра 1682 года. Напротив кафедры на парапете южной галереи находится цикл картин Иоганна Шпилленбергера и Исаака Фишера на тему Страстей и Пасхи.
Церковь Святой Анны также известна своими капеллами — Фуггеров, Ювелиров и Гроба Господня.

## Галерея

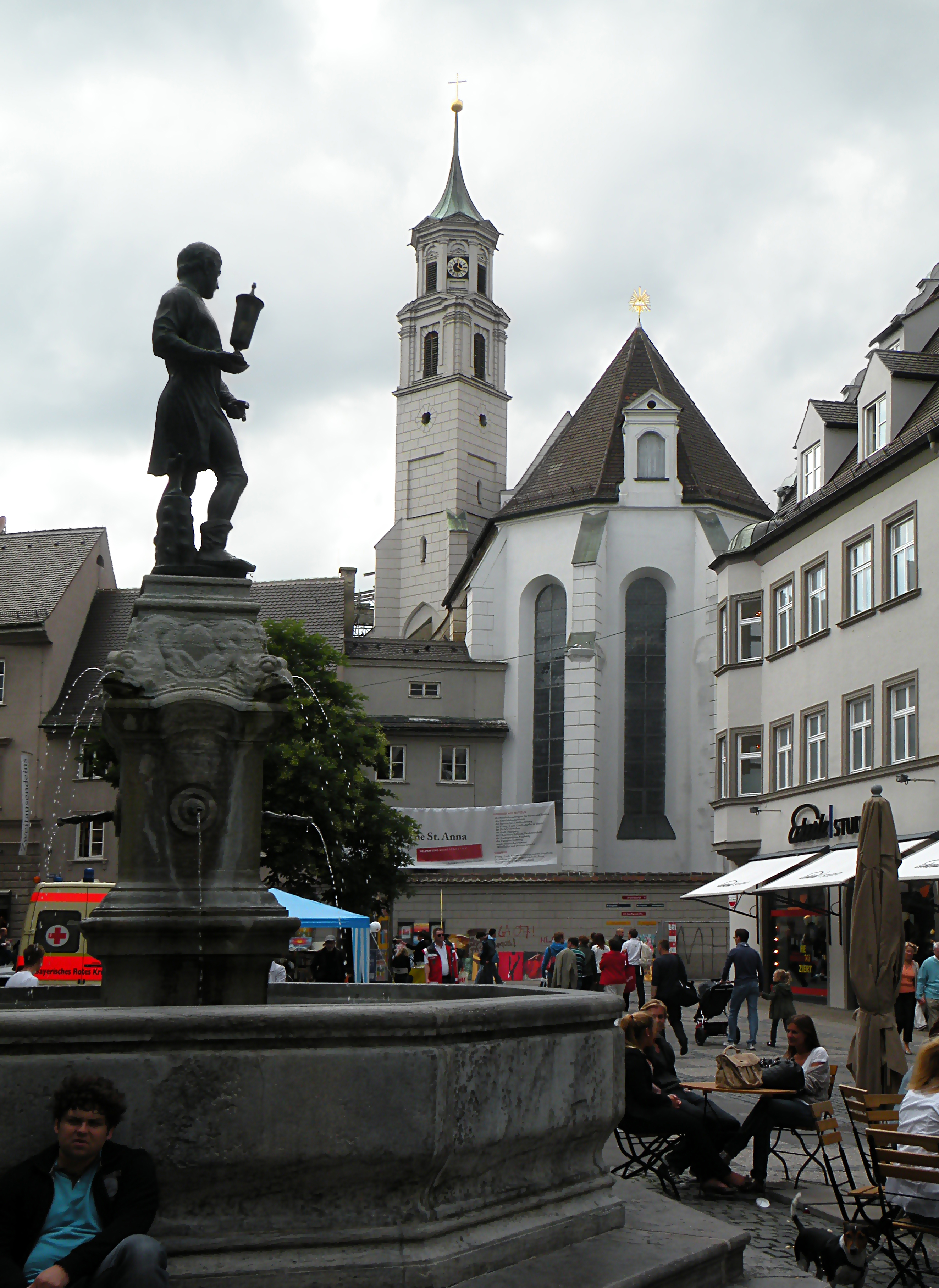
Вид на церковь с площади Мартина Лютера
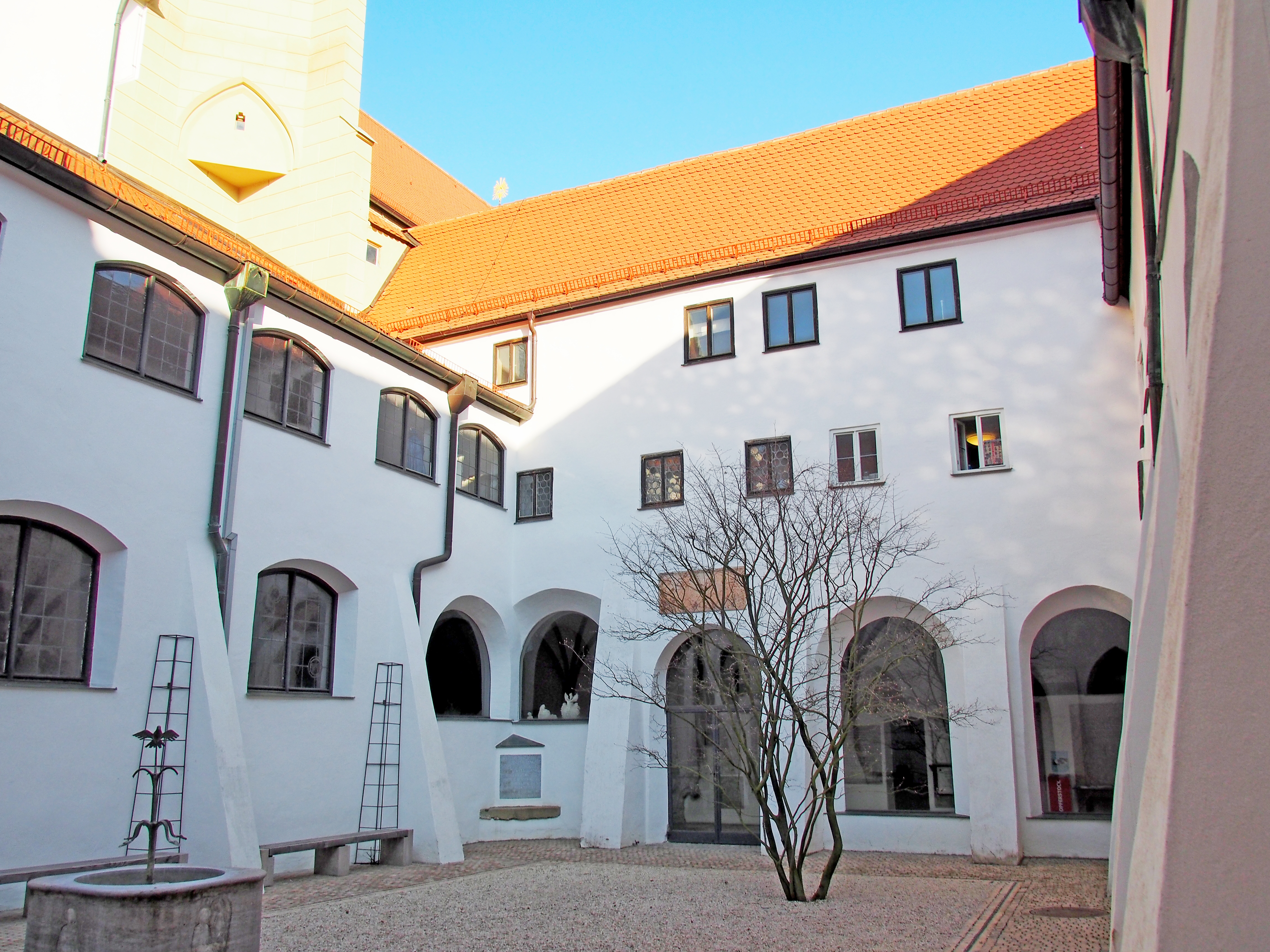
Внутренний двор церкви
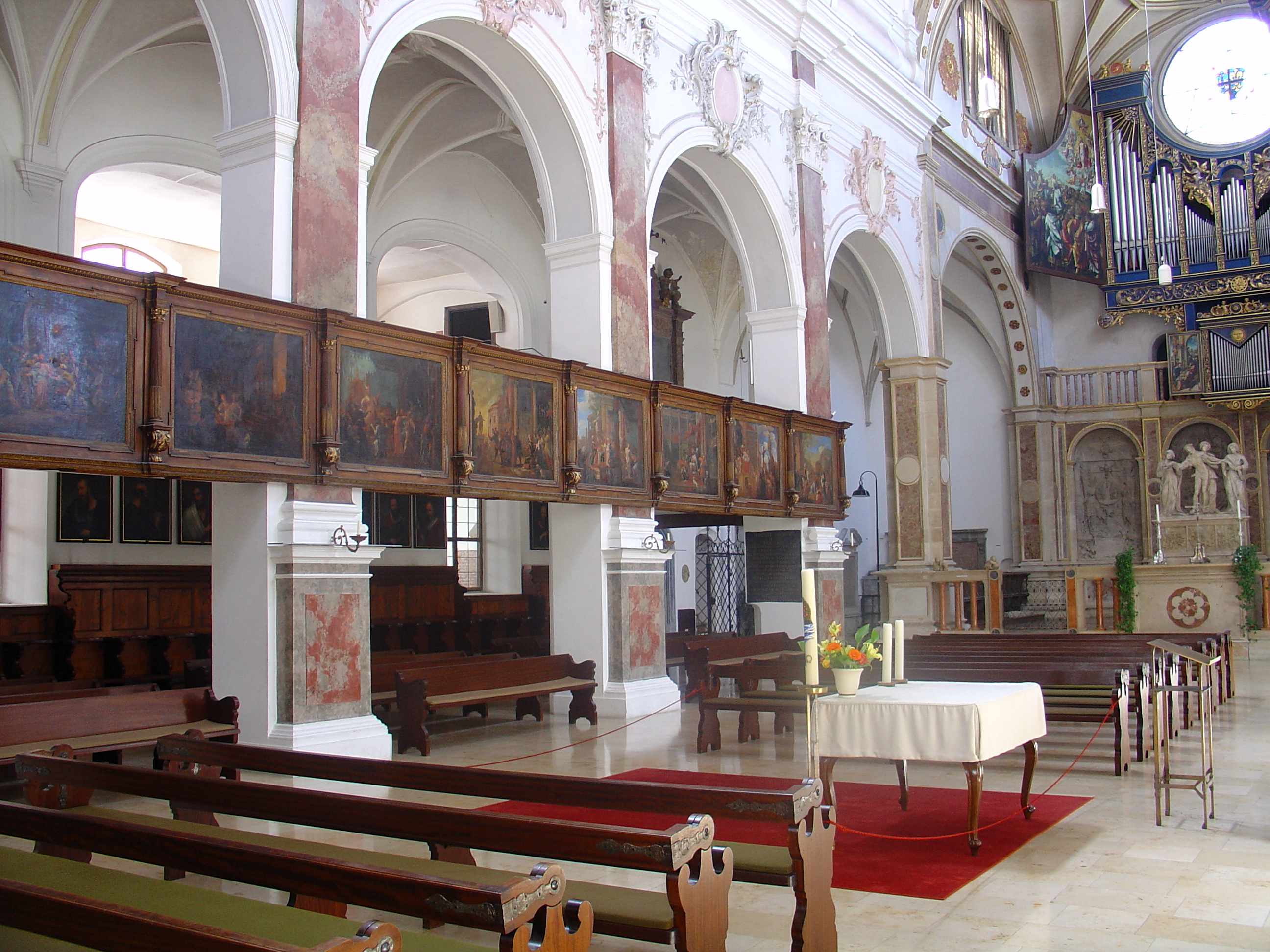
Интерьер церкви
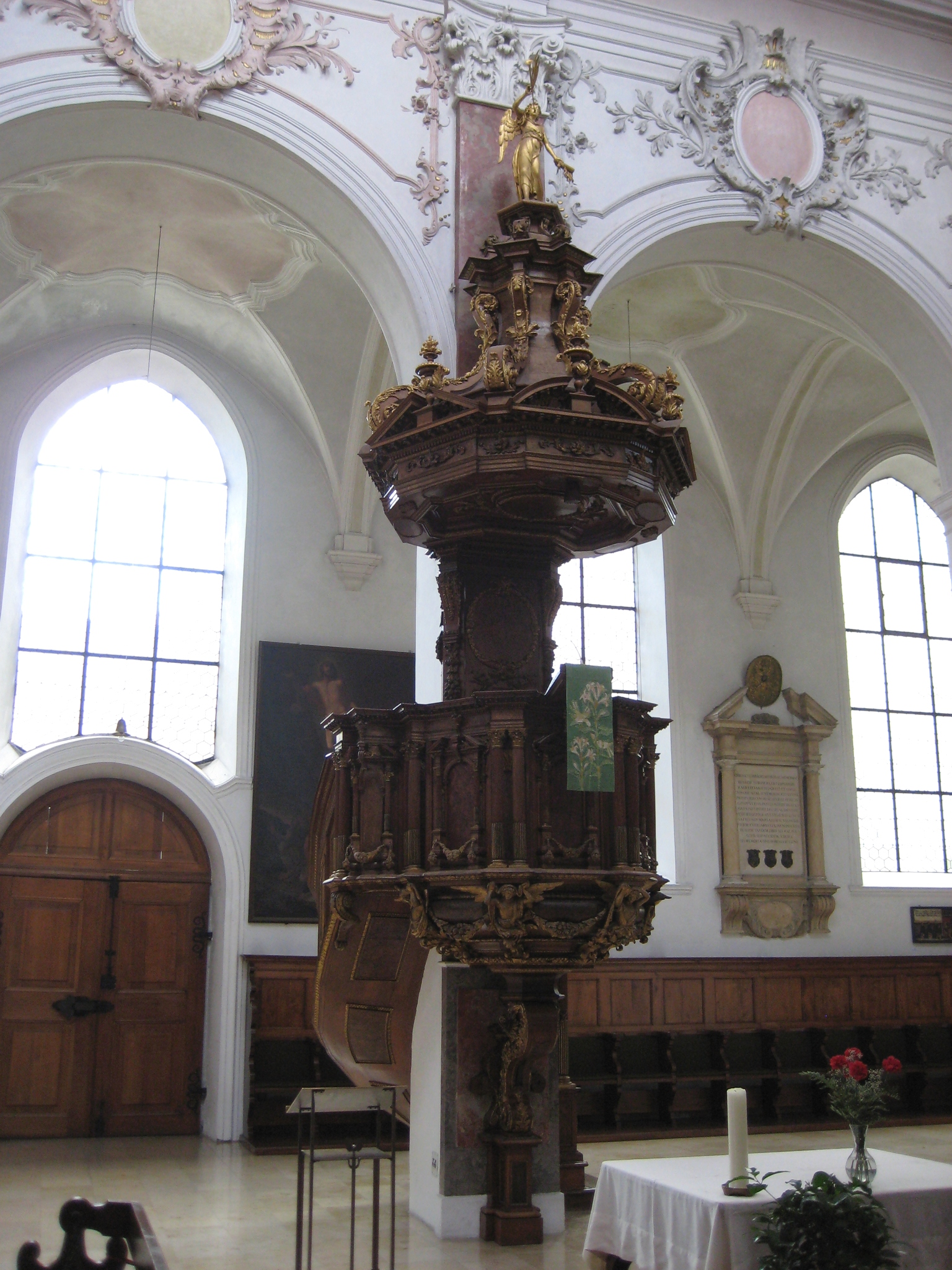
Кафедра